# 花色小蛋糕

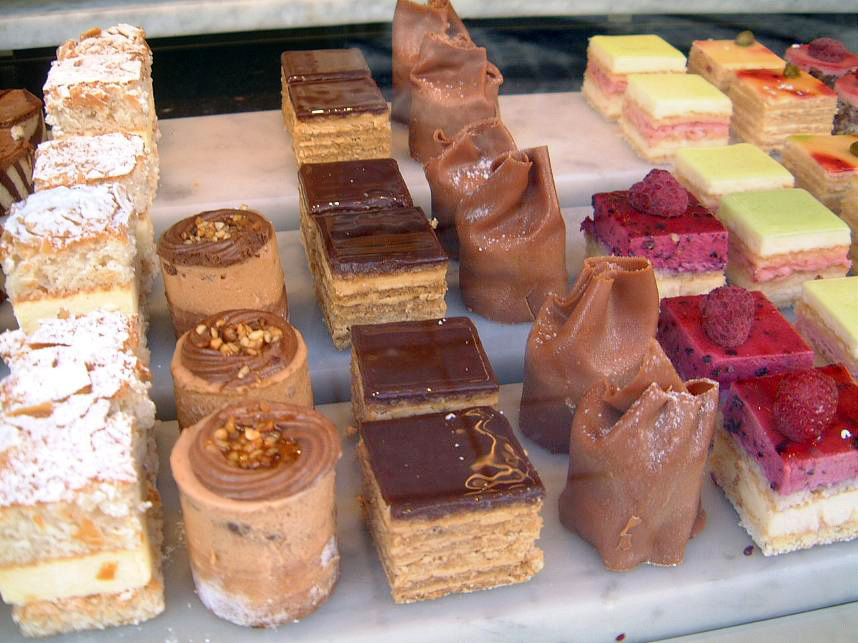
An assortment of petits fours

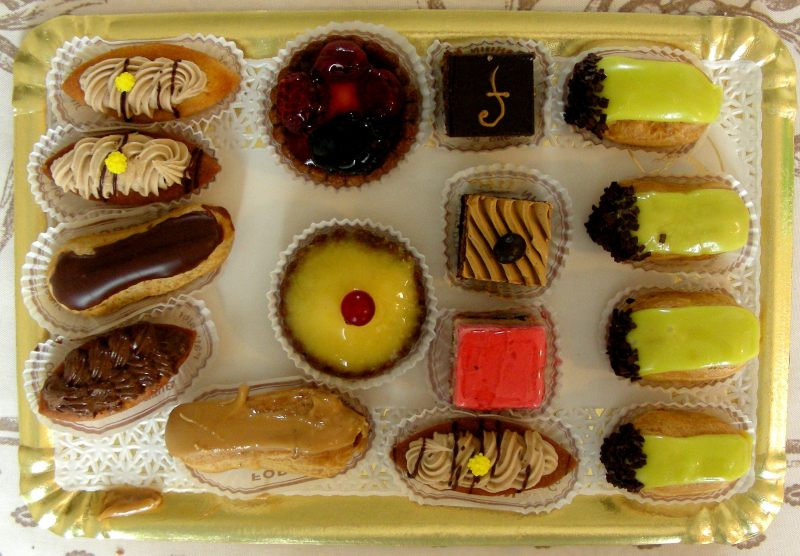
花色小蛋糕

花色小蛋糕（Petit Four的法語意思為小烤箱）是一個正方形小蛋糕，用水果或巧克力點綴裝飾。作為自助餐一部分或飯後點心，Petits Four主要有三種類別：
- 乾（Sec，指缺乏甜味）如小巧的餅乾、蛋白脆餅、馬卡龍以及各種酥皮點心。

- 鹽（Salé，意為「加鹽」）通常會出現在如雞尾酒會和吃到飽餐廳等地方的小型鹹味點心。

- 霜（Glacé，意為「糖衣」）撒上糖霜或用翻糖包住的蛋糕，如泡芙、糖衣蛋塔等。